# Ingo Kerzel
Ingo Kerzel (* 27. Dezember 1965 in Bielefeld) ist ein deutscher Politiker (AfD). Seit 2025 ist er Mitglied des Niedersächsischen Landtages.

## Leben
Kerzel studierte Tiermedizin. 1999 wurde er mit der Arbeit Zusammenhänge zwischen Brunstverlauf und Ovulation, sonographisch ermittelter Frühträchtigkeit, Abferkelrate und Wurfgröße in einer Hybridsauenherde nach künstlicher Besamung an der Tierärztlichen Hochschule Hannover promoviert. 20 Jahre lang war er als Tierarzt in Lengerich tätig. Kerzel wohnt in Freren.

### Politik
Kerzel ist seit 2018 Mitglied der AfD. Als Kreisprogrammkoordinator gehört er dem Vorstand des AfD-Kreisverbandes Ems-Vechte an. Ferner ist er Mitglied des Vorstandes des AfD-nahen Vereins für Kommunalpolitik Niedersachsen.
Bei der Landtagswahl 2022 trat Kerzel als AfD-Kandidat im Wahlkreis Papenburg und auf dem Landeswahlvorschlag der AfD Niedersachsen an. Im Wahlkreis unterlag er mit 11,7 % der Stimmen dem CDU-Kandidaten Hartmut Moorkamp (53,3 %). Auch Platz 19 auf der Landesliste reichte zunächst nicht für einen Einzug in den Landtag. Nachdem jedoch der Landtagsabgeordnete Marcel Queckemeyer bei der Bundestagswahl 2025 in den Bundestag gewählt wurde und sein Landtagsmandat niederlegt hatte, rückte Kerzel für ihn am 26. März 2025 ins Landesparlament nach. Er übernahm dort von Queckemeyer die Funktion des energie- und umweltpolitischen Sprechers der AfD-Fraktion.